# Achille III. de Harlay
Achille (III.) de Harlay (* 1. August 1639; † 23. Juli 1712) war ein französischer Politiker aus der Familie Harlay.
Er war Chevalier, Comte de Beaumont, Seigneur de Grosbois-Sauny et de Dollot.

## Leben
Achille (III.) der Harlay war der älteste Sohn von Achille (II.) de Harlay, Procureur général au Parlement de Paris († 1671) und Jeanne Marie de Bellièvre († 1657). Christophe (II.) de Harlay war sein Großvater und Achille (I.) de Harlay sein Urgroßvater.
Vom 3. August 1657 bis 1667 war er Conseiller im Parlement de Paris, vom 4. Juni 1667 bis 1689 Procureur général au Parlement de Paris und ab 1689 Erster Präsident des Parlements von Paris. Er wurde am 18. November 1689 in seinem neuen Amt empfangen. Seine Gebrechen und der Wunsch, nicht im Amt zu sterben, ließen ihn mehrmals um die Erlaubnis bitten, sich zurückzuziehen, was immer wieder abgelehnt wurde, bis Ludwig XIV. im April 1707 seiner Bitte nachkam und ihm erlaubte, den Palast zu verlassen. In seinen Ämtern zeigte er sich streng und despotisch und machte sich dadurch viele Feinde, galt aber als einer der integersten Magistrate seiner Zeit.

## Ehe und Familie
Achille (III.) de Harlay heiratete am 12. September 1667 Anne Madeleine de Lamoignon (* 14. April 1649), Tochter von Guillaume de Lamoignon, Marquis de Basville, Comte de Launay-Courson, Erster Präsident des Parlements von Paris, und Madeleine Potier-d’Ocquerre de Blanc-Mesnil. Ihre Kinder waren:
- Achille (IV.) (* 11. Juli 1668, † 23. Juli 1717), Comte de Beaumont, Marquis de Bréval, Conseiller au Parlement (1689), Avocat général (1691), Conseiller d’État (1697), bestattet auf dem Friedhof Saint-Paul in Paris; ⚭ 2. Februar 1693 Anne Renée Louise de Louët († 1751), einzige Tochter von Robert-Louis du Louët, Marquis de Coëtjanval, Dekan des Parlement de Bretagne, und Renée Le Borgne de Lesquisiou; ihre einzige Tochter war Marie Louise (alias Louise Madeleine) de Harlay (* 1694; † 7. November 1749); ⚭ 7. September 1711 auf Schloss Beaumont Christian Louis de Montmorency-LuxembourgDuc et Prince de Tingry (* 9. Februar 1675; † 23. November 1746 in Paris), Lieutenant-général des Armées du Roi, Lieutenant général du Roi de la Province de Flandre, 1734 Marschall von Frankreich, für deren Sohn Charles François Christian Beaumont 1756 zum Herzogtum erhoben wurde
- Marie Madeleine († 28. November 1700), geistlich bei den Filles de Sainte-Elisabeth in Paris

Achille (III.) de Harlay starb am 23. Juli 1712, gut eine Woche vor seinem 73. Geburtstag. Er wurde in Beaumont-du-Gâtinais bestattet. Seine Ehefrau Anne Madeleine de Lamoignon war am 8. Oktober 1671 auf Schloss Stains gestorben und in der Kirche Saint-Eustache in Paris bestattet worden.